# Мартинівка (зупинний пункт, код ЄМР 330418)
Мартинівка — пасажирський залізничний зупинний пункт Жмеринської дирекції Південно-Західної залізниці на електрифікованій лінії Гречани — Тернопіль між зупинним пунктом Вишневий Сад (4 км) та станцією Чорний Острів (2 км). Розташований поблизу села Мартинівка Хмельницького району Хмельницької області.

## Пасажирське сполучення
На зупинному пункті Мартинівка зупиняються приміські електропоїзди сполученням Хмельницький — Підволочиськ.